# 국세체납처분
국세체납처분(國稅滯納處分)은 국세를 납부할 기한에 납부하지 않는 경우에 있어서 국가의 행정상의 강제징수처분이다. 
성질상 일종의 강제집행 절차에 속하며 국세징수법에 규정되어 있다. 지방자치단체가 부과하는 조세 기타 공법상의 채권의 강제집행도 국세체납 처분의 예에 의하는 경우가 많으므로 국세징수법은 공법상 금전채권의 강제집행에 관한 일반법이라는 의의를 가진다. 그 절차의 실체는 민사상의 강제집행과 같이 압류·매각(환가)·청산(만족) 등의 3단계로 성립되지만 판결을 집행명의로 하지 않고 행정처분을 집행명의로 하여 수세공무원(收稅公務員)이 집행한다는 점 등에서 민사상의 강제집행에 비하면 간이·신속하게 처리된다.